# Pardalotus
Pardalotidae · Pardalote, Pardalotidés
Famille
Genre
Pardalotus est un genre constitué de quatre espèces de passereaux appelés pardalotes. C'est le seul genre de la famille des Pardalotidae (ou Pardalotidés).

## Description
Petits passereaux d'aspect classique, mesurant entre 9 et 12 cm. Queue et bec courts. Plumage complexe, souvent striés et tachetés. Mélange de couleur: beige, gris, jaune, noir, blanc et rouge principalement. 2 espèces présentent un dimorphisme sexuel, très léger. Les juvéniles possèdent un plumage plus ternes et dont les motifs sont moins nets que chez les adultes.

## Comportement
Pendant la période de reproduction les pardalotes restent seules ou en couple. Par contre en hiver elles se réunissent en groupes importants, souvent avec d'autres espèces d'oiseaux.
- Alimentation: Se nourrit presque exclusivement d'insectes. Généralement ces derniers sont capturés sur les feuilles, et dans les écorces, plus rarement les oiseaux les attrapent directement en vol. Elles se nourrissent aussi de miellat.

## Habitat et distribution
Bien que les 4 espèces de pardalotes soient présentes dans des régions au climat très différents elles vivent pour la plupart dans les zones boisées d'eucalyptus, moyennement denses, souvent au bord de l'eau dans les zones arides. Le genre entier est endémique à l'Australie et la répartition de toutes les espèces englobe tout le territoire incluant la Tasmanie. C'est sur cette dernière qu'on trouve 3 des 4 espèces, dont une endémique.

## Liste des espèces & sous-espèces
D'après la classification de référence (version 5.2, 2015) du Congrès ornithologique international (ordre phylogénique) :
- Pardalotus punctatus – Pardalote pointillé
- Pardalotus quadragintus – Pardalote de Tasmanie
- Pardalotus rubricatus – Pardalote à sourcils rouges
- Pardalotus striatus – Pardalote à point jaune